# Élodie Mansuy
Pour les articles homonymes, voir Mansuy.
Élodie Mansuy, née le 9 mai 1968, est une joueuse française de badminton.

## Carrière
Élodie Mansuy est championne de France de badminton en 1988 en simple et en 1992 et 1993 en double.
Elle remporte avec Stéphane Renault les internationaux d'Israël en double mixte en 1990.